# Buckden (North Yorkshire)
Buckden – wieś w Anglii, w hrabstwie North Yorkshire, w dystrykcie (unitary authority) North Yorkshire. Leży 71 km na zachód od miasta York i 326 km na północny zachód od Londynu.